# Ben 10
Ben 10 este un serial de animație american creat de Man of Action (un grup format din Duncan Rouleau, Joe Casey, Joe Kelly, și Steven T. Seagle) și produs de Cartoon Network Studios. Serialul este despre un băiat de 10 ani pe nume Ben Tennyson care găsește un dispozitiv extraterestru în forma unui ceas de mână cu numele de "Omnimatrix" sau prescurtat, "Omnitrix". Fiind la încheietura brațului său stâng, acesta îi dă capacitatea de a se transforma în zece extratereștri cu abilități diferite. Ben folosește Omnitrixul pentru a lupta cu răul pe Pământ și în spațiu alături de verișoara lui Gwen și bunicul lor Max. Serialul a fost difuzat pentru prima oară ca o avanpremieră pe Cartoon Network pe 27 decembrie 2005, ca parte a Sneak Peek Week, fiind difuzat alături de alte seriale, inclusiv Colegul meu de sală e o maimuță, Robotboy și Zixx. A devenit mai târziu un serial întreg din 13 ianuarie 2006 până pe 15 aprilie 2008.
Serialul a devenit gradual popular și a fost nominalizat pentru două Premii Emmy, câștigând unul pentru "Realizare individuală remarcabilă în animație". Serialul a dat naștere unei francize multimedia: trei continuări au fost lansate respectiv ca Ben 10: Echipa extraterestră, Ben 10: Ultimate Alien și Ben 10: Omniverse, și, de asemenea, un reboot al serialului în 2016.

## Despre serial
Eroul principal este un băiat de 10 ani pe nume Ben Tennyson. Cu ajutorul unui ceas extraterestru, care se numește Omnitrix, se poate transforma în diferite specii extraterestre cu puteri incredibile. El este ajutat de verișoara sa de 10 ani, Gwen Tennyson și bunicul său Max. Acesta din urmă îl ia pe Ben îndată ce s-a terminat școala în tradiționala excursie din vacanță, înainte de a găsi Omnitrixul.

## Personaje

### Ben Tennyson
Benjamin "Ben" Tennyson este eroul principal al serialului. Are 10 ani. Îi place să joace jocuri video și să se dea cu bicicleta fiind și foarte buclucaș. Părul său este șaten închis. Poartă un tricou alb, cu o dungă neagră verticală.
Făcând o plimbare în pădure, Ben a găsit Omnitrixul, care s-a lipit de mâna lui. Ben se mândrește cu faptul că e erou, și că are Omnitrixul. El ține la verișoara lui verișoara, Gwen, deși se ceartă de multe ori.

### Gwen Tennyson
Gwendolyn "Gwen" Tennyson -este verișoara în vârstă de 10 a lui Ben și este înfățișată ca o fată bună și inteligentă, foarte pricepută la computere și care posedă un nivel de abilități în arte marțiale. Ea este, de asemenea, foarte independentă, dar este și foarte organizată, uneori până la compulsivitate, dar poate fi uneltitoare și imatură la fel ca Ben. În general, cea mai notabilă abilitate a ei este abilitatea sa înnăscută, deși latentă, la magie, afișată pentru prima dată în episodul „Ghinion” când a reușit să folosească toiagul lui Hex, care poate fi folosit doar de un maestru magician, pentru a o învinge pe Charmcaster. Mai târziu, ea obține cartea de vrăji a lui Charmcaster în „Schimbarea la față” și începe să-și îmbunătățească magia.
În două episoade, Gwen a folosit Piatra lui Bezel (o piatră cu puteri magice) pentru a deveni o super-eroină, cu numele Norocoasa. Gwen a fost nevoită să renunțe la a fi super-eroină, Piatra lui Bezel fiind distrusă de către nemilosul Hex.

### Max Tennyson
Maxwell "Max" Tennyson, sau Bunicul Max, este bunicul lui Ben și a lui Gwen, din partea taților. Are 60 de ani. Acesta îl ia pe Ben de la școală, plecând cu el și cu Gwen într-o tradițională călătorie de vară. 
În trecut, Bunicul Max a făcut parte dintr-o agenție guvernamentală care se ocupa de problemele interstelare, organizația fiind numită ,,Instalatorii".  
Vilgax este un rival al lui Ben. În primul episod Ben 10, s-a dezvăluit că Vilgax voia Omnitrixul pentru a cuceri orice planetă și orice specie de extratereștri. În timp ce voia să ajungă la bordul navei în care se afla Omnitrixul și să-l ia, ambele nave au fost grav avariate, iar Vilgax a fost rănit serios, roboții lui nereușind să ia Omnitrixul la timp și a fost trimis pe Terra de către cel ce îl deținea. Locul în care Omnitrixul a aterizat a fost același în care se afla Ben în timp ce se plimba prin pădure. După ce ceasul a fost luat de Ben, Vilgax și-a trimis mai multe drone și roboți să-l recupereze, nereușind însă. După ce a văzut toate aceste Vilgax s-a dus el însuși să recupereze ceasul, reușind cu greu. Într-un final Ben scăpa cu tot cu ceas și îi aruncă în aer nava lui Vilgax, acesta urmând să se răzbune mai târziu.
Hex
Este un magician ce vrea să distrugă lumea, numai cu ajutorul amuletelor magice.
Doctor Animo
Este un fost doctor de zoologie, acesta transformă animalele în creaturi preistorice.
Kevin
Este un băiat în vârstă de 11 ani. Acesta are puterea de a absoarbe electricitate. Mai târziu se numește Kevin 11  pentru că el a absorbit puterea omnitrixului lui Ben, și se poate transforma în cei 10 extratereștrii.

### Extratereștrii Ben 10
- 4 labe (AstroLabe) - Mai mult animal decât umanoid, Wild Mutt este o bestie cu abilități atletice supraumane și cu mirosul și auzul foarte dezvoltate.
- Patru Brațe - Făcând parte din specia Tetramanzilor, după cum sugerează numele are patru brațe. Acesta e înalt de patru metri, are o forță colosală și e capabil de salturi imense, de asemenea culoarea pielii este roșie și are patru ochi.
- Cerebel - Face parte dintr-o specie extraterestră cu o inteligență superioară, fiind capabil să rezolve rapid orice problemă legată de tehnologie. Înălțimea lui nu e mai mare de 13 centimetri și are culoarea pielii fumurie.Mai este folosit și ca să se infiltreze în case și sediile criminalilor.
- XLR8 - Poate atinge viteze mai mari de 500 km/h. Viteza lui provine din manipularea fricțiunii, astfel încât poate alerga pe pereți și peste noroi, gheață și apă. Are formă de umanoid, cu unele diferențe care îl ajută să reziste vitezei colosale:capul cu formă aerodinamică de săgeată cu ,,ochelari" care se activează când vrea să alerge, are trei degete care unite formează ,,sulițe" ce pot străpunge și capetele picioarelor terminate în roți care produc viteză. Culoarea pielii e albastră iar învelișul metalic e negru.
- Upgrade - Face parte dintr-o specie de extratereștri nouă, creată de Azmuth, creatorul Omnitrixului. Puterile lui de bază sunt controlul oricărei tehnologii și avansarea ei în modul în care dorește dar mai este și foarte maleabil, fapt ce-l ajută să fie el însuși o armă. Pielea lui este dintr-un aliaj metalic lichid.
- Cap De Diamant - Cap de Diamant este un extraterestru cristalin, cu un corp mai tare decât diamantul, care îl face invulnerabil la cea mai mare parte a atacurilor fizice și care îi permite să taie și să reteze aproape orice. Își poate folosi corpul pentru a reflecta lumina și armele cu raze.
- Falcă - Extraterestrul acvatic Falcă este un înotător extraordinar, pentru că poate respira sub apă și își poate transforma picioarele într-o coadă imensă cu înotătoare. Este extraordinar de rapid și agil în apă și se poate lupta cu ghearele sau își poate deschide fălcile puternice pentru o mușcătură devastatoare.
- Stinkfly - Stinkfly este un extraterestru insectoid cu aripi și un zburător excelent, capabil de a realiza mișcări acrobatice uimitoare în aer. În luptă, se poate apăra singur, folosindu-și armele naturale impresionante, cleștii și coada sa ascuțită dar și lichidul mirositor și lipicios cu care trage din ochi.
- Ghiuleaua - Acest extraterestru poate să se transforme într-o minge uriașă, fiind și singurul mod de a se mobiliza repede.
- Stafia - Făcând parte dintr-o specie de extratereștri puternică, poate deveni invizibil și intangibil dar mai poate și să controleze corpurile oamenilor, dar mai greu pe ale extratereștrilor.
- Torță vie - Torță vie provine dintr-o specie de extratereștri care locuiesc pe stele, contactul direct cu el fiind periculos. Poate arunca cu ghiulele de foc sau cu valuri de foc. La fel de bine poate absorbi focul, astfel fiind capabil să stingă incendii, nu numai să le producă.
- Benwolf - Este asemănător cu un vârcolac, cu abilități fizice acrobatice impresionante și cu un auz puternic. Abilitatea cea mai puternică este urletul său distrugător.
- Eye Guy - Are formă humanoidă dar cu zeci de perechi de ochi pe tot corpul. Acești ochi pot trage cu lasere verzi iar pentru o putere mai mare se unesc într-unul singur. Dat fiind că are ochi pe tot corpul poate vedea inamicul din spate, neputând fi luat prin surprindere.
- Vița de vie - Are formă humanoidă pe jumătate plantă. Are abilitatea de a controla plantele, să sape pe sub pământ și să arunce cu semințe-bombă de pe spatele său.
- Mumia - Cum sugerează numele, este asemănător cu o mumie capabilă să își controleze bandajele astfel încât să prindă inamicul.
- Ditto - Asemănător cu un copil pământean, singura lui abilitate este de a se clona într-una.
- Upchuck - Destul de mic ca mărime, poate înghiți totuși obiecte mari cu tentaculele din gura lui apoi le vomită sub forma unor proiectile.
- Benvicktor - Foarte asemănător cu un Franckenstein, poate produce electricitate în masă cu ajutorul mânușilor și al teslelor de pe spatele său.

## Continuare
Ben 10: Echipa extraterestră (în engleză: Ben 10: Alien Force) este continuarea Ben 10. Acțiunea se petrece cu 5 ani mai târziu. Ben nu a mai folosit Omnitrixul 5 ani, dar când Bunicul Max lipsește, acesta trebuie să fie erou din nou. Ben primește un set de alți 10 extratereștri. Acest serial este difuzat în România, începând cu data de 13 aprilie 2009.

## Episoade
| Premiera originală | Premiera în România | Numărul | Titlu român                                | Titlu englez                      |
| ------------------ | ------------------- | ------- | ------------------------------------------ | --------------------------------- |
|                    |                     |         |                                            |                                   |
| PRIMIL SEZON       |                     |         |                                            |                                   |
|                    |                     |         |                                            |                                   |
| 27.12.2005         | 05.09.2006          | 01      | Și apoi au fost 10                         | And Then There Were 10            |
|                    |                     |         |                                            |                                   |
| 13.01.2006         | 04.09.2006          | 02      | Washington preistoric                      | Washington B.C.                   |
|                    |                     |         |                                            |                                   |
| 14.01.2006         | 06.09.2006          | 03      | Krakken                                    | The Krakken                       |
|                    |                     |         |                                            |                                   |
| 21.01.2006         | 07.09.2006          | 04      | Pensionare permanentă                      | Permanent Retirement              |
|                    |                     |         |                                            |                                   |
| 28.01.2006         | 08.09.2006          | 05      | Vânătoarea                                 | Hunted                            |
|                    |                     |         |                                            |                                   |
| 04.02.2006         | 11.09.2006          | 06      | Capcana turistică                          | Tourist Trap                      |
|                    |                     |         |                                            |                                   |
| 11.02.2006         | 12.09.2006          | 07      | Kevin 11                                   | Kevin 11                          |
|                    |                     |         |                                            |                                   |
| 18.02.2006         | 13.09.2006          | 08      | Alianța                                    | The Alliance                      |
|                    |                     |         |                                            |                                   |
| 25.02.2006         | 14.09.2006          | 09      | Cine râde la urmă                          | Last Laugh                        |
|                    |                     |         |                                            |                                   |
| 04.03.2006         | 15.09.2006          | 10      | Norocoasa                                  | Lucky Girl                        |
|                    |                     |         |                                            |                                   |
| 11.03.2006         | 18.09.2006          | 11      | O problemă minoră                          | A Small Problem                   |
|                    |                     |         |                                            |                                   |
| 18.03.2006         | 19.09.2006          | 12      | Efecte secundare                           | Side Effects                      |
|                    |                     |         |                                            |                                   |
| 25.03.2006         | 20.09.2006          | 13      | Secrete                                    | Secrets                           |
|                    |                     |         |                                            |                                   |
| SEZONUL 2          |                     |         |                                            |                                   |
|                    |                     |         |                                            |                                   |
| 29.05.2006         | 08.01.2007          | 14      | Adevărul                                   | Truth                             |
|                    |                     |         |                                            |                                   |
| 30.05.2006         | 09.01.2007          | 15      | Cel măreț                                  | The Big Tick                      |
|                    |                     |         |                                            |                                   |
| 31.05.2006         | 10.01.2007          | 16      | Înscenarea                                 | Framed                            |
|                    |                     |         |                                            |                                   |
| 01.06.2006         | 11.01.2007          | 17      | Gwen 10                                    | Gwen 10                           |
|                    |                     |         |                                            |                                   |
| 07.06.2006         | 12.01.2007          | 18      | Combatanți intergalactici                  | Grudge Match                      |
|                    |                     |         |                                            |                                   |
| 13.06.2006         | 15.01.2007          | 19      | Echipa forțelor galactice                  | The Galactic Enforcers            |
|                    |                     |         |                                            |                                   |
| 21.06.2006         | 16.01.2007          | 20      | Tabăra groazei                             | Camp Fear                         |
|                    |                     |         |                                            |                                   |
| 06.07.2006         | 17.01.2007          | 21      | Arma supremă                               | Ultimate Weapon                   |
|                    |                     |         |                                            |                                   |
| 12.07.2006         | 18.01.2007          | 22      | Secretul din adâncuri                      | They Lurk Below                   |
|                    |                     |         |                                            |                                   |
| 18.07.2006         | 19.01.2007          | 23      | Ghinion                                    | Tough Luck                        |
|                    |                     |         |                                            |                                   |
| 25.07.2006         | 04.01.2007          | 24      | Doctorul Animo și raza mutantă             | Dr. Animo and the Mutant Ray      |
|                    |                     |         |                                            |                                   |
| 25.08.2006         | 23.01.2007          | 25      | Speriat de stafie                          | Ghostfreaked Out                  |
|                    |                     |         |                                            |                                   |
| 09.10.2006         | 24.01.2007          | 26      | Răzbunarea                                 | Back with a Vengeance             |
|                    |                     |         |                                            |                                   |
| SEZONUL 3          |                     |         |                                            |                                   |
|                    |                     |         |                                            |                                   |
| 25.11.2006         | 04.06.2007          | 27      | Agitație la miezul nopții                  | Midnight Madness                  |
|                    |                     |         |                                            |                                   |
| 02.12.2006         | 05.06.2007          | 28      | Ben 10.000                                 | Ben 10,000                        |
|                    |                     |         |                                            |                                   |
| 09.12.2006         | 06.06.2007          | 29      | Schimbarea la față                         | A Change of Face                  |
|                    |                     |         |                                            |                                   |
| 11.12.2006         | 07.06.2007          | 30      | Crăciun Fericit                            | Merry Christmas                   |
|                    |                     |         |                                            |                                   |
| 17.02.2007         | 08.06.2007          | 31      | Benorcolac                                 | Benwolf                           |
|                    |                     |         |                                            |                                   |
| 24.02.2007         | 11.06.2007          | 32      | Joc terminat                               | Game Over                         |
|                    |                     |         |                                            |                                   |
| 24.02.2007         | 12.06.2007          | 33      | Aventurile super-prietenilor extratereștri | Super Alien Hero Buddy Adventures |
|                    |                     |         |                                            |                                   |
| 10.03.2007         | 13.06.2007          | 34      | Sub acoperire                              | Under Wraps                       |
|                    |                     |         |                                            |                                   |
| 17.03.2007         | 14.06.2007          | 35      | Ciudații                                   | The Unnaturals                    |
|                    |                     |         |                                            |                                   |
| 24.03.2007         | 15.06.2007          | 36      | Vreme monstruoasă                          | Monster Weather                   |
|                    |                     |         |                                            |                                   |
| 07.04.2007         | 18.06.2007          | 37      | Întoarcerea                                | The Return                        |
|                    |                     |         |                                            |                                   |
| 14.04.2007         | 19.06.2007          | 38      | Teamă de întuneric                         | Be Afraid of the Dark             |
|                    |                     |         |                                            |                                   |
| 21.04.2007         | 20.06.2007          | 39      | Vizitatorul                                | The Visitor                       |
|                    |                     |         |                                            |                                   |
| FILM DE ANIMAȚIE   |                     |         |                                            |                                   |
|                    |                     |         |                                            |                                   |
| 10.08.2007         | 21.03.2008          | F1      | Ben 10: Secretul Omnitrixului              | Ben 10: Secret of the Omnitrix    |
|                    |                     |         |                                            |                                   |
| SEZONUL 4          |                     |         |                                            |                                   |
|                    |                     |         |                                            |                                   |
| 14.07.2007         | 29.03.2008          | 40      | O zi perfectă                              | Perfect Day                       |
|                    |                     |         |                                            |                                   |
| 19.07.2007         | 30.03.2008          | 41      | Rămânem dezbinați                          | Divided We Stand                  |
|                    |                     |         |                                            |                                   |
| 24.072007          | 05.04.2008          | 42      | Nu beți apă                                | Don't Drink the Water             |
|                    |                     |         |                                            |                                   |
| 02.08.2007         | 06.04.2008          | 43      | Nunta de extratereștri mare și grasă       | Big Fat Alien Wedding             |
|                    |                     |         |                                            |                                   |
| 22.09.2007         | 06.05.2008          | 44      | Camioneta                                  | Ben 4 Good Buddy                  |
|                    |                     |         |                                            |                                   |
| 29.09.2007         | 27.04.2008          | 45      | Gata de luptă                              | Ready to Rumble                   |
|                    |                     |         |                                            |                                   |
| 06.10.2007         | 03.05.2008          | 46      | Ken 10                                     | Ken 10                            |
|                    |                     |         |                                            |                                   |
| 15.04.2008         | 04.05.2008          | 47      | La revedere, călătorie sprâncenată         | Goodbye and Good Ridance          |
|                    |                     |         |                                            |                                   |
| 09.03.2008         | 10.05.2008          | 48      | Ben 10 față-n față cu Negativ 10           | Ben 10 vs. Negative 10            |
| 09.03.2008         | 09.05.2008          | 49      | Ben 10 față-n față cu Negativ 10           | Ben 10 vs. Negative 10            |
|                    |                     |         |                                            |                                   |
| FILM               |                     |         |                                            |                                   |
|                    |                     |         |                                            |                                   |
| 21.11.2007         | 01.06.2008          | F2      | Ben 10 - Cursa împotriva timpului          | Ben 10: Race Against Time         |
|                    |                     |         |                                            |                                   |
| EPISOADE SCURTE    |                     |         |                                            |                                   |
|                    |                     |         |                                            |                                   |
| 14.07.2007         | 08.03.2008          | S1      | Răpirea                                    | Hijacked                          |
|                    |                     |         |                                            |                                   |
| 18.02.2008         | 08.03.2008          | S2      | Pauza de masă                              | Snack Break                       |
|                    |                     |         |                                            |                                   |
| 10.03.2008         | 08.03.2008          | S3      | Abilități de supraviețuire                 | Survival Skills                   |
|                    |                     |         |                                            |                                   |
| 24.03.2008         | 08.03.2008          | S4      | Huruit de radio                            | Radio Dazed                       |
|                    |                     |         |                                            |                                   |
| 07.04.2008         | 08.03.2008          | S5      | Insomnia                                   | Sleepaway Camper                  |
|                    |                     |         |                                            |                                   |
| 21.04.2008         | 08.03.2008          | S6      | Urmărit de câine                           | Dogged Pursuit                    |
|                    |                     |         |                                            |                                   |
| 01.07.2008         | 08.03.2008          | S7      | Să-nceapă jocul                            | Let the Games Begin               |
|                    |                     |         |                                            |                                   |
| 08.07.2008         | 08.03.2008          | S8      | A se mânui cu grijă                        | Handle with Care                  |
|                    |                     |         |                                            |                                   |

## Filme
Două filme Ben 10 au fost lansate până în acest moment. Primul este unul animat, pe nume Secretul Omnitrixului (Secret of the Omnitrix) unde Omnitrixul este setat accidental să se auto-distrugă. Ben este nevoit să depisteze creatorul Omnitrixului, pentru a-l opri. 
Al doilea se numește Cursa împotriva timpului (Race Against Time) și este o acțiune pe viu. Și-a făcut premiera pe 21 noiembrie 2007. Ben, Gwen și Bunicul Max se întorc în Bellwood, orașul lor natal și trebuie să devină din nou "normali". Dar când Eon, un extraterestru care călătorește în timp, caută Mâinile Armageddon-ului pentru a-și readuce la viață rasa, Ben, Gwen și Max Tennyson trebuie să fie eroi din nou. În România, serialul a debutat pe data de 1 iunie 2008.

## Jocul
Cartoon Network a creat un joc numit Ben 10. O criză interdimensională amenință să înghită pământul într-o negură fără limite. După ce Ben Tennyson observă că puterile prietenilor săi extratereștrii au fost furate, el pornește să le recupereze. Are de înfruntat întregi armate și va trebui să contraatace un complot pus la cale contra întregului pământ.